# Liste von Persönlichkeiten der Stadt Crailsheim
Diese Liste von Persönlichkeiten der Stadt Crailsheim zeigt die Ehrenbürger, Söhne und Töchter der Großen Kreisstadt Crailsheim und deren Stadtteile (Beuerlbach, Goldbach, Jagstheim, Onolzheim, Roßfeld, Tiefenbach, Triensbach und Westgartshausen), sowie weitere Persönlichkeiten, die mit Crailsheim verbunden sind. Die Liste erhebt keinen Anspruch auf Vollständigkeit.

## Ehrenbürger
Folgenden Personen, die sich in besonderer Weise um das Wohl oder das Ansehen der Kommune verdient gemacht haben, verlieh die Stadt Crailsheim das Ehrenbürgerrecht:
- 1884: Alois Paradeis, Forstmeister und Vorsitzender des Verschönerungsvereins
- 1906: Heinrich Krauss, Eichmeister und Gemeinderat, langjähriges Mitglied der Freiwilligen Feuerwehr
- 1912: Richard Blezinger, Fossiliensammler und Apothekenbesitzer
- 1923: Friedrich Hummel, Stadtpfarrer und Dekan, Historiker
- 1955: Friedrich Fröhlich, Stadtschultheiß und Bürgermeister
- 1987: Theodora Cashel, Gründerin der Patenschaft mit Worthington
- 2002: Robert J. Demuth, Bürgermeister a. D. von Worthington, Minnesota, USA
- 2019: Ulrike Durspekt-Weiler, Stadträtin, Mitbegründerin der städtischen Musikschule und des historischen Vereins und Oberhaupt der Fränkischen Familie, Trägerin des Bundesverdienstkreuzes

## Söhne und Töchter der Stadt
Folgende Personen wurden in Crailsheim (bzw. in einem Stadtteil des heutigen Stadtgebiets von Crailsheim) geboren:

### 15. bis 18. Jahrhundert
- Andreas Embhardt (1480–1510), Bildhauer
- Leonhard Culmann (1497–1562), Schriftsteller und lutherischer Theologe
- Adam Weiß (≈1490–1540), Reformator
- Anna Dürrin (* ≈1530), Opfer der Hexenverfolgung
- Simon „Haym“ Eise(n) (1560–1619), Vizekanzler und Konsistorialpräsident in Ansbach
- Johann Schulen (1561/62–1606), Mathematiker und Astrologe, Stammvater der dänischen Grafen Schulen
- Anna Dasing, „die Seilerin“ genannt, († 1594), war in Crailsheim die letzte in einem Hexenprozess hingerichtete Frau
- Adam Wener (17. Jh.), Reiseschriftsteller
- Christoph Stellwag (18. Jh.), Philosoph
- Johann Karl von Horlacher (1769–1852), Mediziner und Leibarzt des preußischen Generalfeldmarschalls Blücher
- Alexander Cranz (1779–1845), württembergischer Oberamtmann

### 19. Jahrhundert
- Karl Fröhlich (1802–22. Januar 1882 in Schachen), Botaniker
- Georg Christian Haug (1807–1885), württembergischer Oberamtmann
- Friedrich Richter (1811–1865), evangelischer Pfarrer und Heimatdichter
- Daniel Ley (1812–1884), Unternehmer
- Georg Heinrich von Merz (1816–1893), Prälat und Generalsuperintendent von Reutlingen
- Emil Kull (1824–1883), Statistiker
- Eugen von Dorrer (1857–1916), geboren in Roßfeld, württembergischer Generalleutnant
- Carl Faber (1859–1910), Reichstagsabgeordneter
- Hermann Gunßer (1871–1934), Gastwirt und Reichstagsabgeordneter
- Hans Sachs (1874–1947), Reichstagsabgeordneter
- Ernst Schmidt (1874–1932), württembergischer Oberamtmann
- Eduard Mörike (1877–1929), Dirigent, Pianist und Komponist
- Kurt Schneider (1887–1967), Psychiater
- Karl Waldmann (1889–1969), NSDAP-Politiker
- Eugen Grimminger (1892–1986), Mitglied der Widerstandsbewegung „Weiße Rose“

### 20. Jahrhundert

#### 1901 bis 1950
- Fritz Lindner (1901–1977), Biochemiker
- Wilhelm Frank (1902–1976), Landtagsabgeordneter der CDU in Baden-Württemberg
- Julius Habermeier (1905–1986), Landtagsabgeordneter (FDP/DVP)
- Alfred Ehmert (1910–1971), Physiker und Direktor am Max-Planck-Institut für Aeronomie
- Inge Aicher-Scholl (1917–1998), Kulturschaffende und Schriftstellerin
- Hans Scholl (1918–1943), Widerstandskämpfer (Weiße Rose)
- Werner Utter (1921–2006), einer der ersten Flugkapitäne der Deutschen Lufthansa nach dem Krieg
- Werner Baumann (1925–2009), Grafiker
- Hanna Jäger (1927–2014), Malerin, Licht- und Installationskünstlerin
- Otto Leiberich (1927–2015), Kryptologe, Gründungspräsident des Bundesamtes für Sicherheit in der Informationstechnik
- Peter Stoll (1931–2015), Forstmann und Naturschützer
- Hans Mattern (1932–2024), Biologe und Naturschützer
- Hermann Bachmaier (1939–2023), Politiker (SPD), von 1983 bis 2005 Mitglied des Deutschen Bundestages
- Werner Kugler (1942–2018), Fossiliensammler
- Wolfgang Steiner (1942–2024), Mediziner und Professor an der Universität Göttingen
- Wilfried Gebhard (* 1944), Bilderbuchautor, Illustrator und Cartoonist
- Mathias Waske (1944–2017), Maler
- Manfred Kaufmann (* 1946), Gynäkologe und Senologe
- Hans-Jörg Hager (* 1948), Unternehmer
- Günter Mohr (* 1950), Karateka, Bundestrainer
- Randolf Rausch (* 1950), Geologe

#### 1951 bis 2000
- Wolfgang Meyer (1954–2019), Klarinettist und Professor an der Hochschule für Musik Karlsruhe
- Erich Paulmichl (1955–2012), Karikaturist
- Hans Dieter Scheerer (* 1958), Politiker (FDP), Mitglied des Landtags
- Sabine Meyer (* 1959), Klarinettistin
- Thomas Häcker (* 1962), Pädagoge
- Helmut Walter Rüeck (* 1962 in Crailsheim-Altenmünster), Politiker (CDU), von 2001 bis 2016 Mitglied des Landtags von Baden-Württemberg
- Susanne Bay (* 1965), Politikerin (Bündnis 90/Die Grünen), von 2016 bis 2022 Mitglied des Landtags von Baden-Württemberg, seit 2022 Regierungspräsidentin des Regierungsbezirks Stuttgart
- Bernd Hüttner (* 1966), Politikwissenschafter, Autor und Medienexperte
- Thomas Deuschle (* 1968), deutscher Politiker (CDU), Oberbürgermeister von Waghäusel
- Stephen Brauer (* 1970), Politiker (FDP), Mitglied des Landtags
- Philipp zu Hohenlohe-Langenburg (* 1970), seit 2004 Chef des Hauses Hohenlohe-Langenburg
- Alexander Neidlein (* 1975), Generalsekretär der Bundes-NPD
- Christoph G. Grimmer (* 1985), Bürgermeister, Wissenschaftler, Sachbuchautor, Dozent und Journalist
- Ralf Kettemann (* 1986), Fußballspieler
- Michael Smolik (* 1991), Kickboxweltmeister
- Kevin Leiser (* 1993), Bundestagsabgeordneter (SPD), MdB
- Adrian Beck (* 1997), Fußballspieler
- Michael Martin (* 2000), Fußballspieler

## Weitere Persönlichkeiten, die mit der Stadt in Verbindung stehen
Folgende Persönlichkeiten sind mit der Stadt Crailsheim und deren Stadtteile verbunden:
- Simon Schneeweiß († 1545), evangelischer Theologe und Reformator
- Johannes Hohenstein (fl. ≈1596), Vizepräsident, gekrönter Dichter
- Johann Heinrich Priester († 1633), Dekan
- Wolfgang Heinrich Priester († 1676), Dekan
- Anna Margaretha Priester (1607–1640), geb. Cöler, Eltern von Anna Margareta Priester, verehelichte Textor (Ururgroßmutter Goethes)[1]
- Rosinus „Linsenbart“ Lentilus († 1713), württembergischer Rat, Leibarzt
- Daniel Tobias Faber (1667–1744), Organist und Erfinder auf dem Gebiet des Klavierbaus
- Friedrich Richter (Pseudonym Friedrich Stromberg; 1811–1865), Pfarrer und Heimatdichter
- Johann Ludwig Uhl (1714–1790), Jurist, Prof. der Rechte in Frankfurt/Oder
- Georg Heinrich Merz (1816–1893), evangelischer Generalsuperintendent
- A. Mühlberger (1847–1907), Arzt und Schriftsteller
- Werner Ansel (1909–1988), von 1948 bis 1972 Landrat in Crailsheim
- Liam Carpenter (* 1996), britisch-deutscher Basketballspieler und Influencer, wohnt in Crailsheim
- Paul Maar (* 1937), Kinderbuchautor, arbeitete in Crailsheim
- Irene Jung (* 1954), Historikerin und Archivarin, wuchs in Crailsheim auf
- Dietrich Krauß (* 1965), Journalist, Grimme-Preisträger und Mitautor von Die Anstalt [2]
- Martin Romig (* 1967/68), Basketballfunktionär, „Macher“ der Crailsheim Merlins